# Matopo tamsi
Matopo tamsi är en fjärilsart som beskrevs av Sergius G. Kiriakoff 1946-1949. Matopo tamsi ingår i släktet Matopo och familjen nattflyn. Inga underarter finns listade i Catalogue of Life.